# Verrue
Verrue település Franciaországban, Vienne megyében. Lakosainak száma 382 fő (2022. január 1.). Verrue La Chaussée, Chouppes, Coussay, Doussay, Guesnes, Monts-sur-Guesnes, Saint-Jean-de-Sauves és Saires községekkel határos.

## Népesség
A település népessége az elmúlt években az alábbi módon változott:
| Lakosok száma | 400  | 400  | 397  | 391  | 390  | 389  | 387  | 384  | 382  |
|               | 2013 | 2015 | 2016 | 2017 | 2018 | 2019 | 2020 | 2021 | 2022 |